# Station Lamagistère
Station Lamagistère is een spoorweghalte in de Franse gemeente Lamagistère. Zij wordt bediend door treinen van het netwerk TER Occitanie op het traject Toulouse - Agen.